# Нювії
Нювії (фр. Nuvilly) — громада  в Швейцарії в кантоні Фрібур, округ Бруа.

## Географія
Громада розташована на відстані близько 55 км на захід від Берна, 25 км на захід від Фрібура.
Нювії має площу 4 км², з яких на 7,1% дозволяється будівництво (житлове та будівництво доріг), 75,7% використовуються в сільськогосподарських цілях, 17,2% зайнято лісами, 0% не є продуктивними (річки, льодовики або гори).

## Демографія
2019 року в громаді мешкало 446 осіб (+20,2% порівняно з 2010 роком), іноземців було 12,3%. Густота населення становила 112 осіб/км².
За віковим діапазоном населення розподілялося таким чином: 25,6% — особи молодші 20 років, 61,7% — особи у віці 20—64 років, 12,8% — особи у віці 65 років та старші. Було 167 помешкань (у середньому 2,6 особи в помешканні).
Із загальної кількості 152 працюючих 30 було зайнятих в первинному секторі, 28 — в обробній промисловості, 94 — в галузі послуг.